# Rapisma barnardi
Rapisma barnardi är en insektsart som beskrevs av Tim R. New 1985. Rapisma barnardi ingår i släktet Rapisma och familjen Rapismatidae. Inga underarter finns listade i Catalogue of Life.